# Горненць
Горненць, Горненці (рум. Gornenți) — село у повіті Мехедінць в Румунії. Входить до складу комуни Подень.
Село розташоване на відстані 285 км на захід від Бухареста, 31 км на північ від Дробета-Турну-Северина, 139 км на південний схід від Тімішоари, 119 км на північний захід від Крайови.

## Населення
За даними перепису населення 2002 року у селі проживали 232 особи, усі — румуни. Усі жителі села рідною мовою назвали румунську.